# Poienița (okręg Marusza)
Poienița (węg. Marosagárd) – wieś w Rumunii, w okręgu Marusza, w gminie Livezeni. W 2011 roku liczyła 334 mieszkańców.